# Proton (azienda)

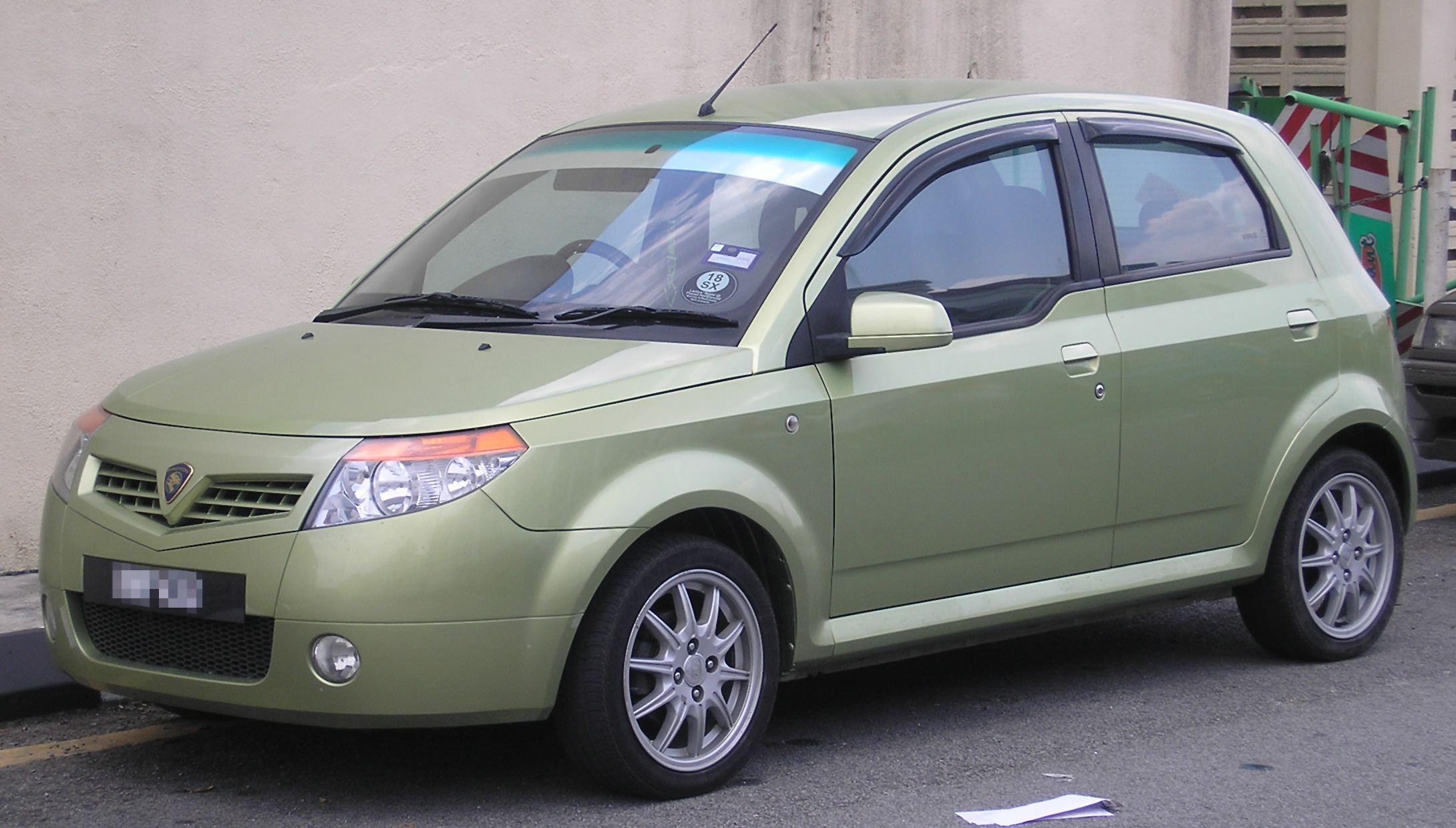
Una Proton Savvy

La Perusaharan Otomobil Nasional Sdn Bhd Company (Proton) è un produttore di automobili, motocicli ed elicotteri malaysiano nato nel 1985.
Nel 1995, la Proton ha lanciato la Saga, il suo primo modello automobilistico di derivazione Mitsubishi.
Dopo l'ingresso in Borsa avvenuto nel 1992, nel 1996 l'azienda ha acquisito la casa automobilistica britannica Lotus e il produttore italiano di motociclette MV Agusta nel 2003. Quest'ultimo marchio è stato poi rivenduto alla fine del 2005.
Fino a poco tempo fa la produzione Proton era largamente basata sul design Mitsubishi, e con la stessa azienda giapponese ha sempre avuto una collaborazione tecnica importante (La Mitsubishi è uno degli azionisti maggiori); ciononostante, dal 2004 Proton ha sviluppato la sua linea di progettazione e produzione che esporta in ben 50 nazioni del mondo.

## Produzione attuale

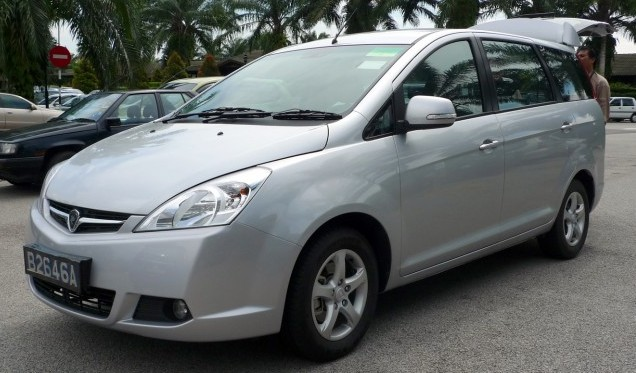
La Proton Exora

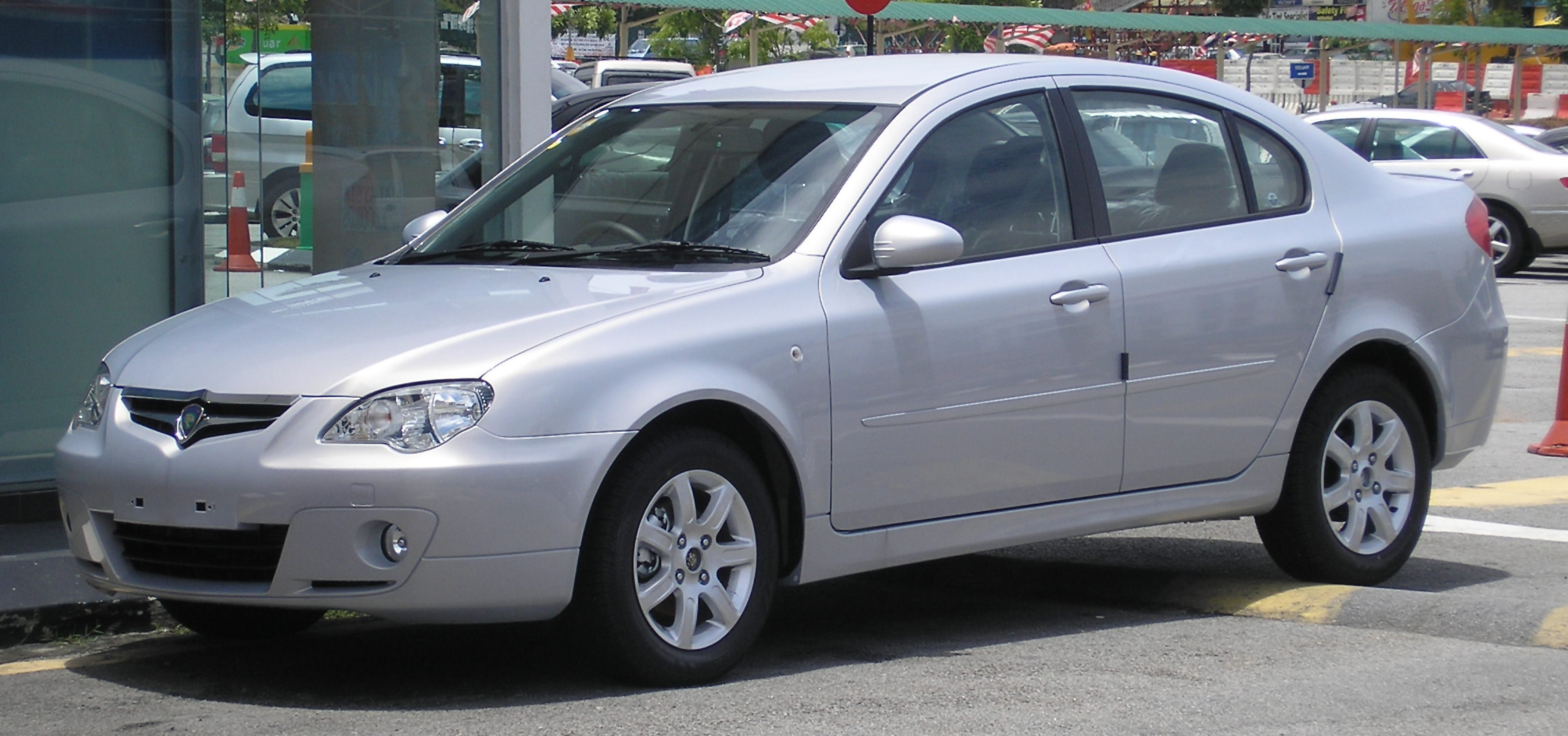
Una Proton Persona

- Proton Saga
- Proton Persona
- Proton Exora
- Proton Iriz
- Proton X70
- Proton X50

## Modelli precedenti
- Proton Wira
- Proton Satria
- Proton Perdana
- Proton Tiara
- Proton Putra
- Proton Waja
- Proton Juara
- Proton Arena
- Proton Gen.2
- Proton Savvy
- Proton Inspira
- Proton Prevé
- Proton Suprima S
- Suzuki Ertiga